# عبد الله آل عراف
عبد الله آل عراف (بالإنجليزية: Abdullah Al Arraf)؛ مواليد 3 يونيو 1995 في مكة، السعودية، هو لاعب كرة قدم سعودي في نادي طويق.
لعب سابقاً لنادي الوحدة ونادي التعاون ونادي نجران ونادي التقدم ونادي الجبيل ونادي الأنصار ونادي وج ونادي طويق.

## روابط خارجية
- عبد الله آل عراف على موقع قاعدة بيانات كرة القدم.إي يو (الإنجليزية)
- عبد الله آل عراف على موقع Soccerway.com (الإنجليزية)
- عبد الله آل عراف على موقع كووورة